# Završje (Brestovac)
Završje is een plaats in de gemeente Brestovac in de Kroatische provincie Požega-Slavonië. De plaats telt 318 inwoners (2001).